# 帢拉·布尤卡柴
帢拉·布尤卡柴（土耳其語：Çağla Büyükakçay，1989年9月28日—）是土耳其职业网球女运动员，2007年轉職業。她的WTA生涯最高單打排名為第60（2016年9月12日）。

## 外部連結
- 帢拉·布尤卡柴的国际女子网球协会官方資料（英文）
- 帢拉·布尤卡柴的國際網球總會 職業／青少年 官方資料（英文）
- Fed Cup - Player profile - Çağla Büyükakçay (TUK) （页面存档备份，存于）